# Ricardo Flores Magón, Venustiano Carranza
Ricardo Flores Magón är en ort i Mexiko.   Den ligger i kommunen Venustiano Carranza och delstaten Chiapas, i den sydöstra delen av landet, 800 km sydost om huvudstaden Mexico City. Ricardo Flores Magón ligger 480 meter över havet och antalet invånare är 3 483.
Terrängen runt Ricardo Flores Magón är varierad. Ricardo Flores Magón ligger nere i en dal. Runt Ricardo Flores Magón är det ganska glesbefolkat, med 50 invånare per kvadratkilometer. Närmaste större samhälle är Venustiano Carranza, 15,5 km öster om Ricardo Flores Magón. Omgivningarna runt Ricardo Flores Magón är en mosaik av jordbruksmark och naturlig växtlighet.